# Metacirolana fornicata
Metacirolana fornicata là một loài chân đều trong họ Cirolanidae. Loài này được Mezhov miêu tả khoa học năm 1981.